# 伊是名城
伊是名城（いぜなぐすく）は、伊是名島（沖縄県伊是名村）の東南にそびえるグスクである。沖縄県指定史跡。

## 概要
1429年に三山統一により琉球王国を成立させた第一尚氏王統の二代尚巴志王の祖父・鮫川大主（さめかわうふぬし）が築城したといわれる。標高は約98メートル。
北の中腹から麓にかけ、第二尚氏王統初代尚円王の父・尚稷と母・瑞雲の墓として建立された伊是名玉陵（伊是名玉御殿、いぜなたまうどぅん、北緯26度54分56.07秒 東経127度57分5.8秒）があり、現在も尚氏後裔の墓として維持されている。

貝殻、青磁器、陶器が多く出土する。高麗青磁器片も出土している。

### 歴史
伝説であるが、屋蔵大主（尚思紹の祖父と伝わる）は伊平屋出身で、伊是名島を治めていた当時、子の鮫川大主（佐銘川大主）をしてこの城を築かせたと伝わる。

また、今帰仁城北山の軍勢がこの城を攻めるも屈せず、撤退したと言う（『伊平屋島旧記』）。